# Partido de Veinticinco de Mayo
Veinticinco de Mayo es uno de los 135 partidos de la provincia de Buenos Aires, Argentina, ubicado en el centro-norte de la misma. Su cabecera es la ciudad de 25 de Mayo.

## Límites
Veinticinco de Mayo limita con diez partidos: al norte, con los de Navarro, Chivilcoy, Alberti y Bragado; al este y nordeste con los de Lobos, Roque Pérez y Saladillo; al sur con los de General Alvear y Bolívar; y al oeste con Nueve de Julio. Es el distrito de la provincia de Buenos Aires que limita con más partidos.

## Historia
Su fundación se remonta a 1836, cuando el teniente coronel Juan Isidro Quesada llegó, junto al Batallón de Carabineros, a la Laguna Las Mulitas, donde levantó un fortín. Construidas las construcciones dio la orden de trazado del pueblo tomando como centro la actual Plaza Mitre. En 1847 el gobernador Juan Manuel de Rosas denominó al partido «De la Encarnación», en homenaje a su esposa. Finalmente, en 1853 el gobernador Pastor Obligado le designó la actual denominación.

## Gobierno

### Intendentes Municipales desde 1983
| Mandato   | Intendente           | Partido                               |
| --------- | -------------------- | ------------------------------------- |
| 1983-1987 | Oscar Estévez        | UCR                                   |
| 1987-1991 | Pedro Pérez Irigoyen | UCR                                   |
| 1991-1995 | Miguel Di Salvo      | PJ                                    |
| 1995-1999 | Miguel Di Salvo      | PJ                                    |
| 1999-2003 | Mariano Grau         | UCR                                   |
| 2003-2007 | Mariano Grau         | UCR                                   |
| 2007-2009 | Mariano Grau         | UCR                                   |
| 2009-2011 | Victoria Borrego     | CC ARI                                |
| 2011-2015 | Victoria Borrego     | CC ARI                                |
| 2015-2019 | Hernán Ralinqueo     | PJ                                    |
| 2019-2023 | Hernán Ralinqueo     | PJ                                    |
| 2023-2027 | Ramiro Egüen         | partido a definir (estado de abandon) |

## Localidades del partido
Población según censo 2010.
- 25 de Mayo  23 408 habitantes
- Norberto de La Riestra 4 524 habitantes
- Pedernales 1 432 habitantes
- Del Valle 899 habitantes
- Gobernador Ugarte 547 habitantes
- Valdés 579 habitantes
- San Enrique 279 habitantes FCGR vías levantadas en 1993
- Agustín Mosconi 280 habitantes
- Ernestina 145 habitantes
- Lucas Monteverde 63 habitantes  (Estación FC Gral Belgrano ex FC Pcia de Bs As vías levantadas en 1969

## Parajes
- Paraje Huetel (Estación FCGR)
- Paraje M. Berraondo (Estación FCGR)
- Paraje Ortiz de Rozas (Estación FC Gral Belgrano ex FC Midland vías levantadas en 1980)
- Paraje Araujo (Estación FC Gral Belgrano ex FC Midland vías levantadas en 1980)
- Paraje Anderson (Estación FCDFS)
- Paraje "La Rabia"
- Paraje "Santiago Garbarini"
- Paraje Mamaguita (Estación FCGR - que unía Saladillo con la localidad San Enrique)
- Paraje Pueblito (Estación FCGR - que unía Saladillo con la localidad San Enrique)
- Paraje "Puesto Colorado"

## Población
Según los resultados definitivos del censo de 2022 la población del partido alcanza los 35.563 habitantes.

## Escudo
El Escudo Oficial de 25 de mayo, obra del doctor Carlos A. Grau, fue aprobado por el Concejo Deliberante el día 6 de agosto de 1949.
Su forma oval corresponde según su autor al clásico escudo español. En el plano superior, el médano y la cruz de tacuara  reproducen la primera fortificación instalada en 1928 con el nombre de "Cruz de Guerra". En la parte inferior se observa un mangrullo, una mulita  y un toldo indígena que constituyen los elementos que integran gráficamente el histórico "Cantón de las Mulitas". La barra transversal en plata hace referencia al agua de las lagunas a cuya vera se levantaron los fortines. El color plata expresa en el grabado dejando el campo completamente en blanco y el sable (negro) se representa pintándolo en negro o dibujándolo con líneas verticales y horizontales en forma cuadriculada. En la bordura del Escudo encontramos la inscripción Municipalidad de 25 de mayo y lleva el color oro.